# Фери Пас (Флорида)
Фери Пас (енгл. Ferry Pass) насељено је место без административног статуса у америчкој савезној држави Флорида.

## Демографија
По попису из 2010. године број становника је 28.921, што је 1.745 (6,4%) становника више него 2000. године.
| Група             | 2000.          | 2010.          |
| Белци             | 22.322 (82,1%) | 21.205 (73,3%) |
| Афроамериканци    | 2.882 (10,6%)  | 4.434 (15,3%)  |
| Азијати           | 517 (1,9%)     | 634 (2,2%)     |
| Хиспаноамериканци | 740 (2,7%)     | 1.700 (5,9%)   |
| Укупно            | 27.176         | 28.921         |